# Дворцовая аллея
Дворцо́вая алле́я (название с 1835 года) — аллея в Северном административном округе города Москвы на территории района Аэропорт.

## История
Аллея получила своё название в 1835 году по расположению вблизи Петровского путевого дворца, построенного в 1775—1783 годах архитектором М. Ф. Казаковым.

## Расположение
Дворцовая аллея проходит по территории Петровского парка параллельно Ленинградскому проспекту от Театральной аллеи на северо-запад, с северо-востока к аллее примыкает Милицейский переулок, аллея проходит далее до площади Космонавта Комарова, на которой организован круговой перекрёсток с Левой Дворцовой, Правой Дворцовой, Летней, Липовой и Нарышкинской аллеями и Красноармейской улицей. У северо-западного конца аллеи, между Левой Дворцовой и Правой Дворцовой аллеями и Ленинградским проспектом расположен Петровский путевой дворец. У юго-восточного конца аллеи расположен стадион «Динамо». По Дворцовой аллее не числится домовладений.

## Транспорт

### Автобус
- 110: от площади Космонавта Комарова до Милицейского переулка.

### Метро
- Станция метро «Динамо» Замоскворецкой линии и станция «Петровский парк» Большой кольцевой линии — у юго-восточного конца аллеи, на Ленинградском проспекте у примыкания к нему Театральной аллеи.